# مخيم جسر الباشا
مخيم جسر الباشا هو أحد مخيمات اللاجئين الفلسطينيين المدمرة في لبنان.يقع المخيم شرق بيروت بالقرب من مخيم تل الزعتر، وتأسس عام 1952 على مساحة تبلغ 22000 متر مربع، وسكانه من الكاثوليك الفلسطينيين الذين تهجروا من مدن حيفا، ويافا، وعكا. وقد تم تدمير المخيم على أيدي ميليشيات الكتائب اللبنانية وحلفائها.

## التاريخ
أُنشئ المخيم في أوائل خمسينيات القرن الماضي، وكان يضم في بداياته نحو 100 لاجئ فلسطيني، ثم توسع ليضم أكثر من 2,000 لاجئ بحسب الأونروا. خلال الحرب الأهلية اللبنانية، تعرض المخيم لحصار وهجوم من قبل ميليشيات الكتائب اللبنانية وحلفائها، مما أدى إلى تدميره بالكامل في يونيو 1976، وتشريد سكانه.

## التركيبة السكانية
كان سكان المخيم من الطائفة الكاثوليكية الفلسطينية، وهو ما يُميّزه عن غيره من المخيمات التي غالبًا ما كانت تضم مزيجًا من الطوائف والمذاهب. السكان كانوا من الطبقة العاملة، حيث عملوا في المصانع والمهن اليدوية الموجودة بالمنطقة الصناعية المحيطة بالمخيم.

## البنية التحتية
على الرغم من محدودية المساحة، تم بناء المخيم بترتيب منظم نسبيًا، وشمل مساكن متواضعة، ومراكز صحية، ومدارس تديرها وكالة الأونروا. مع مرور الوقت، تعرضت البنية التحتية لتدهور تدريجي بسبب ضعف التمويل والإهمال الحكومي.

## التدمير خلال الحرب الأهلية
خلال الحرب الأهلية اللبنانية (1975–199)، أصبح المخيم هدفًا لهجمات الميليشيات المسيحية، وخاصة حزب الكتائب اللبنانية وحلفاؤه. وفي يونيو 1976، تم اجتياح المخيم وتدميره بشكل كامل، ما أسفر عن مقتل عدد من السكان، وتشريد العائلات التي كانت تقطن فيه، والتي توزعت لاحقًا على باقي مناطق بيروت ومخيماتها، خصوصًا مخيم برج البراجنة وصبرا.

### ما بعد التدمير
بعد تدمير المخيم، لم تتم إعادة بنائه، واختفت معالمه تدريجيًا، ولم تعترف به السلطات اللبنانية كمخيم رسمي بعد تدميره. حتى وكالة الأونروا لم تُعد إحياء المخيم أو تقديم برامج دعم مخصصة له، ما جعله أحد المخيمات المنسية في الذاكرة الفلسطينية في لبنان.